# Steven Hill
Solomon Krakovsky, de nombre artístico Steven Hill (Seattle, Washington; 24 de febrero de 1922-Monsey, Nueva York, 23 de agosto de 2016), fue un actor estadounidense y miembro fundador del Lee Strasberg's Actors Studio.

## Biografía
Hill Interpretó a Jack "Legs" Diamond, villano de los años 30 en un capítulo de la serie Los intocables (1960), serie protagonizada por Robert Stack, en el papel de Eliot Ness.
Participó en el episodio The White Knight de la serie El fugitivo del año 1966 en el papel de Glenn Madison, candidato a senador de su estado, siendo rescatado de un accidente aéreo por el Fugitivo.
Hizo el papel de Dan Briggs en la serie Misión: Imposible en 1966, su actuación era la de seleccionar a su mejor gente para la misión actual.
También actuó en la serie de televisión estadounidense Law & Order, interpretando al fiscal Adam Schiff, durante las primeras diez temporadas (1990-2000).

## Filmografía

### Cine
| Año  | Título                                               | Personaje                     | Notas                      |
| ---- | ---------------------------------------------------- | ----------------------------- | -------------------------- |
| 1950 | A Lady Without Passport                              | Jack                          |                            |
| 1955 | Storm Fear                                           | Benjie                        |                            |
| 1958 | The Goddess                                          | John Tower                    | Acreditado como Steve Hill |
| 1959 | Kiss Her Goodbye                                     | Ed Wilson                     |                            |
| 1963 | A Child Is Waiting                                   | Ted Widdicombe                |                            |
| 1965 | The Slender Thread                                   | Mark Dyson                    |                            |
| 1970 | Miracle of Survival: Israel's Heroic Battle for Life | Narrador                      |                            |
| 1980 | It's My Turn                                         | Jacob                         |                            |
| 1981 | Eyewitness                                           | Teniente Jacobs               |                            |
|      | Rich and Famous                                      | Jules Levi                    |                            |
| 1983 | Yentl                                                | Reb Alter Vishkower           |                            |
| 1984 | Teachers                                             | Sloan                         |                            |
|      | Garbo Talks                                          | Walter Rolfe                  |                            |
| 1986 | On Valentine's Day                                   | George Tyler                  |                            |
|      | Raw Deal                                             | Martin "el martillo' Lamanski |                            |
|      | Legal Eagles                                         | Bower                         |                            |
|      | Heartburn                                            | Padre de Rachel               |                            |
|      | Brighton Beach Memoirs                               | Sr. Stroheim                  |                            |
| 1987 | Courtship                                            | George Tyler                  |                            |
| 1988 | Running on Empty                                     | Sr. Patterson                 |                            |
|      | The Boost                                            | Max Sherman                   |                            |
| 1990 | White Palace                                         | Sol Horowitz                  |                            |
| 1991 | Billy Bathgate                                       | Otto Berman                   |                            |
| 1993 | The Firm                                             | US Attorney F. Denton Voyles  |                            |

### Televisión
| Año       | Título                                          | Personaje            | Notas |
| --------- | ----------------------------------------------- | -------------------- | --- |
| 1949      | Suspense                                        | Estrella invitada    | Episodio: "The Serpent Ring" (T 2:Ep 7)                                                                    |
| 1949      | Actors Studio                                   | Estrella invitada    | 4 episodios                                                                                                |
| 1950      | Suspense                                        | Dolph Romano         | Acreditado como Steve Hill Episodio: "My Old Man's Badge" (T 2:Ep 29)                                      |
| 1952      | Schlitz Playhouse of Stars                      | Estrella invitada    | Episodio: "The Man that I Marry" (T 1:Ep 16)                                                               |
| 1952      | Danger                                          | Estrella invitada    | Episodio: "The Hero" (T 2:Ep 28)                                                                           |
| 1952      | Lux Video Theatre                               | Hank                 | Episodio: "A Legacy For Love" (T 3:Ep 7)                                                                   |
| 1953      | The Philco Television Playhouse                 | Estrella invitada    | Episodio: "The Long Way Home" (T 5:Ep 17)                                                                  |
| 1954      | Goodyear Television Playhouse                   | Sr. Frank            | Episodio: "The Inward Eye" (T 3:Ep 11)                                                                     |
| 1954      | Goodyear Television Playhouse                   | Estrella invitada    | Episodio: "The Arena" (T 3:Ep 21)                                                                          |
| 1954      | The Philco Television Playhouse                 | George               | Episodio: "Middle of the Night" (T 7:p 1)                                                                  |
| 1954      | The Philco Television Playhouse                 | Horace Mann Borden   | Episodio: "Man on the Mountain" (T 7:Ep 3)                                                                 |
| 1956      | Playwrights '56                                 | Walter Uhlan         | Episodio: "Lost" (T 1:Ep 9)                                                                                |
| 1957      | Studio One                                      | 'Slim' Breedlove     | Episodio: "The Traveling Lady" (T 9:Ep 28)                                                                 |
| 1957      | Alfred Hitchcock Presents                       | Joe Kedzie           | Episodio: "Enough Rope for Two" (T 3:Ep 7)                                                                 |
| 1958      | DuPont Show of the Month                        | Estrella invitada    | Episodio:"The Bridge of San Luis Rey" (T 1:Ep 5)                                                           |
| 1959      | Playhouse 90                                    | Agustin              | Episodios: "For Whom the Bell Tolls, parte 1" (T 3:Ep 23) "For Whom the Bell Tolls, parte 2" (T 3:Ep 24)   |
| 1960      | Playhouse 90                                    | Dr. Edward Gutera    | Episodio: "Journey to the Day" (T 4:Ep 14)                                                                 |
| 1960      | Sunday Showcase                                 | Bartolomeo Vanzetti  | Episodios: "The Sacco-Vanzetti Story, parte 1" (T 1:Ep 29) "The Sacco-Vanzetti Story, parte 2" (T 1:Ep 30) |
| 1960      | The Untouchables                                | Jack "Legs" Diamond  | Episodio: "Jack "Legs" Diamond" (T 2:Ep 2)                                                                 |
| 1961      | Adventures in Paradise                          | B.E. Langard         | Episodio: "Act of Piracy" (T 2:Ep 18)                                                                      |
| 1962      | Route 66                                        | Frank Madera         | Episodio: "A City of Wheels" (T 2:Ep 17)                                                                   |
| 1962      | The Untouchables                                | Joseph December Jr.  | Episodio: "Downfall" (T 3:Ep 22)                                                                           |
| 1962      | The Eleventh Hour                               | Estrella invitada    | Episodio: "There Are Dragons in This Forest" (T 1:Ep 2)                                                    |
| 1962      | Ben Casey                                       | Ollie                | Episodio: "Legacy From A Stranger" (T 2:Ep 4)                                                              |
| 1962      | Dr. Kildare                                     | Dr. Chandra Ramid    | Episodio: "The Cobweb Chain" (T 2:Ep 8)                                                                    |
| 1963      | Ben Casey                                       | Dr. Keith Bernard    | Episodio: "I'll Be Alright In The Morning" (T 2:Ep 14)                                                     |
| 1963      | Naked City                                      | Stanley              | Episodio: "Barefoot on a Bed of Coals" (T 4:Ep 34)                                                         |
| 1963      | Bob Hope Presents the Chrysler Theatre          | Ruben Fare           | Episodio: "Something About Lee Wiley" (T 1:Ep 2)                                                           |
| 1963      | Espionage                                       | Andrew Evans         | Episodio: "The Incurable One" (T 1:Ep 3)                                                                   |
| 1964      | The Greatest Show on Earth                      | Estrella invitada    | Episodio: "Corsicans Don't Cry" (T 1:Ep 16)                                                                |
| 1964      | The Alfred Hitchcock Hour                       | Charlie Osgood       | Episodio: "Who Needs an Enemy?"" (T 2:Ep 28)                                                               |
| 1965      | The Alfred Hitchcock Hour                       | Robert Manners       | Episodio: "Thanatos Place Hotel" (T 3:Ep 15)                                                               |
| 1965      | Kraft Suspense Theatre                          | Estrella invitada    | Episodio: "The Safe House" (T 2:Ep 26)                                                                     |
| 1965      | Rawhide                                         | Marty Brown          | Episodio: "The Gray Rock Hotel" (T 7:Ep 30)                                                                |
| 1966      | The Fugitive                                    | Glenn Madison        | Episodio: "The White Knight" (T 3:Ep 26)                                                                   |
| 1966–67   | Mission: Impossible                             | Dan Briggs           | Papel principal                                                                                            |
| 1977      | The Andros Targets                              | Ed Conway            | Episodio: "In The Event of my Death" (T 1:Ep 4)[34]                                                        |
| 1978      | King                                            | Stanley Levison      | Miniserie                                                                                                  |
| 1984–85   | One Life to Live                                | Aristotle Descamedes | Recurrente                                                                                                 |
| 1986      | Between Two Women                               | Teddy Petherton      | Película de televisión                                                                                     |
| 1988      | Thirtysomethng                                  | Leo Steadman         | Episodio: "Business as Usual" (T 1:Ep 15)                                                                  |
| 1989      | Columbo                                         | Sr. Marosco          | Episodio: "Murder, Smoke and Shadows" (T 8:Ep 2)                                                           |
| 1990–2000 | Law & Order                                     | Adam Schiff          | Papel principal, (última aparición)                                                                        |
| 2000      | Law & Order: Special Victims Unit               | Adam Schiff          | Episodio: "Entitled" (T 1:Ep 15)                                                                           |
| 2003      | E's 101: Most Shocking Moments in Entertainment | Él mismo             | Entrevista                                                                                                 |